# إرنست ميخائيل
إرنست ميخائيل (بالإنجليزية: Ernest Michael)‏ هو رياضياتي أمريكي، ولد في 26 أغسطس 1925 في زيورخ في سويسرا، وتوفي في 29 أبريل 2013 في سياتل في الولايات المتحدة.